# Ephrem Yousif Abba Mansoor
Ephrem Yousif Abba Mansoor (ur. 18 czerwca 1951 w Al-Hamdanijja) – iracki duchowny Kościoła katolickiego obrządku syryjskiego, od 2011 arcybiskup Bagdadu.

## Życiorys
Święcenia prezbiteratu przyjął 30 czerwca 1978. 1 marca 2011 został mianowany arcybiskupem Bagdadu.  Sakry udzielił mu 16 kwietnia 2011 syryjskokatolicki patriarcha Antiochii Ignacy Józef III Younan, któremu towarzyszyli syryjski emerytowany arcybiskup Bagdadu Athanase Matti Shaba Matoka, syryjski tytularny arcybiskup Tagritum Jules Mikhael Al-Jamil oraz syryjski arcybiskup Mosulu Basile Georges Casmoussa.